# احتراس
الاحتراس، لغة التحفظ، وعند أهل المعاني نوع من إطناب الزيادة يقال له التكميل. وهو أن يؤتى في وسط الكلام أو آخره بما يرفع عنه الوهم بخلاف مقصوده.

## أمثلة

### وسط الكلام
- في الآية الأولى من سورة المنافقون ﴿قالوا نشهد إنك لرسول الله والله يعلم إنك لرسوله والله يشهد إن المنافقين لكاذبون﴾. الجملة الوسطى احتراس لئلا يتوهم أن التكذيب لما في نفس الأمر.

### آخره
- في الآية الثامنة عشرة من سورة النمل ﴿لا يحطمنكم سليمان وجنوده وهم لا يشعرون﴾. قوله «وهم لا يشعرون» احتراس كيلا يتوهم نسبة الظلم إلى سليمان.

## والإيغال
النسبة بين الاحتراس والإيغال أن الأول أعم من جهة أنه يكون في البيت، وغيره وفي أثناء الكلام وآخره بخلاف الثاني، فيجب أن يكون في آخر البيت؛ وأخص منه من جهة أنه يجب أن يكون لرفع إيهام خلاف المقصود، بخلاف الإيغال فلا يجب أن يكون لرفع الإيهام المذكور. فبينهما عموم وخصوص من وجه.

## والتذييل
وأما النسبة بينه وبين التذييل فالظاهر أنها المباينة لأنه يجب أن يكون الاحتراس لرفع إيهام خلاف المقصود، ويجب أن يكون التذييل للتأكيد؛ إلا أن يجوز كون الشيء مؤكدا لشيء ورافعا لإيهام خلاف المقصود أيضًا فتكون النسبة عندئذ عموما من وجه.